# 馬克·德索尼爾
馬克·德索尼爾（英語：Mark DeSaulnier；1952年3月31日—）是美国的一位政治人物。自2015年開始，他是加利福尼亞州第十一國會選區選出的聯邦眾議員。他的黨籍是民主黨。在當選國會議員之前，德索尼爾曾經在2008年至2015年擔任加利福尼亚州参议院第7選區的州參議員。